# Georg Kälker
Georg Heinrich Kälker (* 27. November 1862 in Oberwiesenthal; † 23. November 1932 in Dresden) war ein deutscher Pädagoge.

## Leben und Werk
Er stammte aus dem oberen Erzgebirge. Nach dem Schulbesuch in der Oberlausitz ging Kälker an das Seminar nach Löbau und im Anschluss zum Studium an die Universität Leipzig. Danach war er als Lehrer in Zittau tätig und wurde danach Direktor der Schule in Mülsen St. Jakob und später in Großröhrsdorf. Als Studienrat setzte er sich in Dresden zur Ruhe.
Bekannt wurde Kälker durch mehrere Schulschriften für die Oberstufe. Zu seinen Werken zählen u. a. Der Katechismusstoff für das 5. Schuljahr, Der Katechismusstoff für das 6. Schuljahr, Der Katechismusstoff für das 7. Schuljahr, Der Katechismusstoff für das 8. Schuljahr, Der biblische Anschauungsunterricht, Biblische Sittenlehre, Kleine Erdkunde in vier Heften, Lehrbuch für ländliche Fortbildungsschulen, Lehrbuch für einfache gewerbliche Fortbildungsschulen, Rechenbuch für ländliche Fortbildungsschulen, Methodik der ländliche Fortbildungsschule.